# Organ wyborczy
Organ wyborczy – instytucja odpowiedzialna za zorganizowanie, przygotowanie i przeprowadzenie powszechnego głosowania w ramach wyborów (lub odpowiednio referendów), w tym ustalenie ich wyników.
W Polsce organami wyborczymi są:
- stałe organy wyborcze, powołane na określoną kadencję:
  - Państwowa Komisja Wyborcza
  - komisarze wyborczy
- doraźne komisje wyborcze, powoływane do przeprowadzenia konkretnych wyborów lub referendów i rozwiązywane po wykonaniu ich ustawowych zadań:
  - okręgowe komisje wyborcze (w wyborach parlamentarnych, prezydenckich, europejskich)
  - terytorialne komisje wyborcze (w wyborach samorządowych): wojewódzka, powiatowa i gminna (miejska) komisja wyborcza
  - terytorialne komisje ds. referendum (w referendum lokalnym): wojewódzka, powiatowa i gminna (miejska) komisja do spraw referendum
  - rejonowe komisje wyborcze (w wyborach europejskich)
  - obwodowe komisje wyborcze (we wszystkich wyborach oraz w referendum ogólnokrajowym) — lokale wyborcze wyposażone w urny do głosowania
  - obwodowa komisja ds. referendum (w referendum lokalnym)